# Ручка Дмитро Анатолійович
Дмитро Анатолійович Ручка (нар. 25 січня 1974) — український футболіст, захисник та півзахисник.

## Життєпис
17 червня 1992 року виходив на поле в матчі вищої ліги чемпіонату України «Карпати» — «Евіс», 2:0. Більшу частину кар'єри провів в аматорських колективах, серед яких «Нива» (Нечаяне), «Таврія» (Новотроїцьке), «Даліс» (Комишуваха), «Колос» (Степове) та «Динамо» (Цюрюпинськ). З «Таврією» ставав переможцем зонального турніру аматорського чемпіонату 1993/94, після чого один сезон виступав у третій лізі.
Навесні 2001 року виступав у вищій лізі Молдови за кишинівський «Агро», провів 4 матчі.